# Felipa Sánchez, la soldadera
Felipa Sánchez, la soldadera é uma telenovela mexicana, produzida pela Televisa e exibida em 1967 pelo Telesistema Mexicano.

## Elenco
- Elvira Quintana .... Felipa Sanchez
- Eric del Castillo .... Lopez
- Óscar Morelli .... Anselmo
- María Eugenia Ríos .... Elvira
- Dina de Marco .... Rosário
- Regina Herrera
- Lutar Altamirano
- Jorge Ortiz de Pinedo .... John
- Enrique Aguilar .... Elpidio
- Jacqueline Andere .... Ofélia
- Gustavo del Castillo .... Navarro
- Irma Lozano .... Lolita